# Brutal (marka kosmetyków)
Brutal – linia kosmetyków męskich, takich jak woda toaletowa, woda kolońska, dezodoranty, istniejąca na polskim rynku. Do 2014 roku wytwarzana przez koncern Miraculum. Sprzedana za 6 mln zł grudziądzkiemu przedsiębiorstwu La Rive. Zapach „Brutala” określany jest jako ziołowo-korzenny.

## Historia
Marka zaistniała w roku 1977, a decyzja o jej powstaniu zapadła w Zjednoczeniu Przemysłu Chemii Gospodarczej „Pollena”. Kosmetyki wytwarzane były z komponentów importowanych z Francji. Budząca kontrowersje nazwa odwoływać się miała do „prawdziwej męskiej natury”. Kosmetyki reklamowano m.in. zapewnieniem:

Emancypacja kobiet jest mrzonką, próbą ucieczki przed naturą, odrzuceniem dominacji mężczyzny nad płcią piękną, sztucznym przeobrażeniem świata (…). Nawet na stanowisku kierowniczym niewiasta wzdycha przyglądając się mężczyźnie dobrze zbudowanemu, o szorstkim sposobie bycia. Uwielbienie dla ogłady znika, gdy pojawia się zdecydowanie, brutalność.

Nazwa nawiązuje do francuskich kosmetyków dla mężczyzn „Brut”, których w tamtych czasach używali Elvis Presley, Roger Moore i Muhammad Ali.
„Brutal” był żartobliwie nazywany „testosteronem w płynie”.
Linia kosmetyków, której popularność przypada na lata 80. XX w. W 2012 roku znajdowała się wśród pięciu najpopularniejszych marek kosmetyków męskich w Polsce.